# شارکرستور
شارکرستور (به مجاری:  Sárkeresztúr) یک شهرداری در مجارستان است که در ناحیه شاربوگارد واقع شده‌است. شارکرستور ۴۶٫۷۵ کیلومتر مربع مساحت و ۲٬۵۰۹ نفر جمعیت دارد.